# Liste der Gefäßpflanzen Deutschlands/B
- Backenklee, Deutscher (Dorycnium germanicum) - Familie: Fabaceae
- Backenklee, Krautiger (Dorycnium herbaceum) - Familie: Fabaceae
- Baldrian, Berg- (Valeriana montana) - Familie: Caprifoliaceae
- Baldrian, Dreiblättriger (Valeriana tripteris) - Familie: Caprifoliaceae
- Baldrian, Echter Arznei- (Valeriana officinalis) - Familie: Caprifoliaceae
- Baldrian, Felsen- (Valeriana saxatilis) - Familie: Caprifoliaceae
- Baldrian, Holunderblättriger Arznei- (Valeriana sambucifolia) - Familie: Caprifoliaceae
- Baldrian, Kleiner (Valeriana dioica) - Familie:Caprifoliaceae
- Baldrian, Kriechender Arznei- (Valeriana procurrens) - Familie: Caprifoliaceae
- Baldrian, Schmalblättriger Arznei- (Valeriana wallrothii) - Familie: Caprifoliaceae
- Baldrian, Verschiedenblättriger (Valeriana versifolia) - Familie: Caprifoliaceae
- Baldrian, Zwerg- (Valeriana supina) - Familie: Caprifoliaceae
- Barbarakraut, Gewöhnliches (Barbarea vulgaris) - Familie: Brassicaceae
- Barbarakraut, Mittleres (Barbarea intermedia) - Familie: Brassicaceae
- Barbarakraut, Steifes (Barbarea stricta) - Familie: Brassicaceae
- Bärenklau, Österreichische (Heracleum austriacum) - Familie: Apiaceae
- Bärenklau, Riesen- (Heracleum mantegazzianum) - Familie: Apiaceae
- Bärenklau, Wiesen- (Heracleum sphondylium) - Familie: Apiaceae
- Bärenschote (Astragalus glycyphyllos) - Familie: Fabaceae
- Bärentraube, Alpen- (Arctostaphylos alpinus) - Familie: Ericaceae
- Bärentraube, Immergrüne (Arctostaphylos uva-ursi) - Familie: Ericaceae
- Bärlapp, Keulen- (Lycopodium clavatum) - Familie: Lycopodiaceae
- Bärlapp, Sprossender (Lycopodium annotinum) - Familie: Lycopodiaceae
- Bärlapp, Sumpf- (Lycopodiella inundata) - Familie: Lycopodiaceae
- Bärlapp, Tannen- (Huperzia selago) - Familie: Lycopodiaceae
- Bartgras (Bothriochloa ischaemum) - Familie: Poaceae
- Bartsie, Gelbe (Parentucellia viscosa) - Familie: Orobanchaceae
- Bärwurz (Meum athamanticum) - Familie: Apiaceae
- Bauernsenf (Teesdalia nudicaulis) - Familie: Brassicaceae
- Becherglocke (Adenophora liliifolia) - Familie: Campanulaceae
- Beifuß, Armenischer (Artemisia tournefortiana) - Familie: Asteraceae
- Beifuß, Besen- (Artemisia scoparia) - Familie: Asteraceae
- Beifuß, Einjähriger (Artemisia annua) - Familie: Asteraceae
- Beifuß, Feld- (Artemisia campestris) - Familie: Asteraceae
- Beifuß, Felsen- (Artemisia rupestris) - Familie: Asteraceae
- Beifuß, Gewöhnlicher (Artemisia vulgaris) - Familie: Asteraceae
- Beifuß, Kamtschatka- (Artemisia verlotiorum) - Familie:Asteraceae
- Beifuß, Österreichischer (Artemisia austriaca) - Familie: Asteraceae
- Beifuß, Pontischer (Artemisia pontica) - Familie: Asteraceae
- Beifuß, Schlitzblättriger (Artemisia laciniata) - Familie: Asteraceae
- Beifuß, Sivers (Artemisia siversiana) - Familie: Asteraceae
- Beifuß, Strand- (Artemisia maritima) - Familie: Asteraceae
- Beifuß, Zweijähriger (Artemisia biennis) - Familie: Asteraceae
- Beinbrech (Narthecium ossifragum) - Familie: Liliaceae
- Beinwell, Arznei- (Symphytum officinale) - Familie: Boraginaceae
- Beinwell, Knollen- (Symphytum bulbosum) - Familie: Boraginaceae
- Beinwell, Knoten- (Symphytum tuberosum) - Familie: Boraginaceae
- Beinwell, Rauer (Symphytum asperum) - Familie: Boraginaceae
- Berberitze, Gewöhnliche (Berberis vulgaris) - Familie: Berberidaceae
- Bergfarn (Oreopteris limbosperma) - Familie: Thelypteridaceae
- Berghähnlein (Anemone narcissiflora) - Familie: Ranunculaceae
- Bergminze, Einseles (Calamintha einseleana) - Familie: Lamiaceae
- Bergminze, Kleinblütige (Calamintha nepeta) - Familie: Lamiaceae
- Bergminze, Wald- (Calamintha menthifolia) - Familie: Lamiaceae
- Berufkraut, Alpen- (Erigeron alpinus) - Familie: Asteraceae
- Berufkraut, Drüsiges (Erigeron atticus) - Familie: Asteraceae
- Berufkraut, Einköpfiges (Erigeron uniflorus) - Familie: Asteraceae
- Berufkraut, Felsen- (Erigeron gaudinii) - Familie: Asteraceae
- Berufkraut, Kahles (Erigeron glabratus) - Familie: Asteraceae
- Berufkraut, Kanadisches (Conyza canadensis) - Familie: Asteraceae
- Berufkraut, Scharfes (Erigeron acris) - Familie: Asteraceae
- Berufkraut, Südamerikanisches (Conyza bonariensis) - Familie: Asteraceae
- Berufkraut, Verkanntes (Erigeron neglectus) - Familie: Asteraceae
- Berufkraut, Weißes (Conyza albida) - Familie: Asteraceae
- Besenginster (Cytisus scoparius) - Familie: Fabaceae
- Besenheide (Calluna vulgaris) - Familie: Ericaceae
- Besenrauke (Descurainia sophia) - Familie: Brassicaceae
- Bibernelle, Alpen- (Pimpinella alpina) - Familie: Apiaceae
- Bibernelle, Große (Pimpinella major) - Familie: Apiaceae
- Bibernelle, Kleine (Pimpinella saxifraga) - Familie: Apiaceae
- Bibernelle, Schwarze (Pimpinella nigra) - Familie: Apiaceae
- Bilsenkraut, Schwarzes (Hyoscyamus niger) - Familie: Solanaceae
- Bingelkraut, Eiblättriges (Mercurialis ovata) - Familie: Euphorbiaceae
- Bingelkraut, Einjähriges (Mercurialis annua) - Familie: Euphorbiaceae
- Bingelkraut, Wald- (Mercurialis perennis) - Familie: Euphorbiaceae
- Binse, Alpen- (Juncus alpinus) - Familie: Juncaceae
- Binse, Baltische (Juncus balticus) - Familie: Juncaceae
- Binse, Blaugrüne (Juncus inflexus) - Familie: Juncaceae
- Binse, Bodden- (Juncus gerardii) - Familie: Juncaceae
- Binse, Dreiblütige (Juncus triglumis) - Familie: Juncaceae
- Binse, Dreispaltige (Juncus trifidus) - Familie: Juncaceae
- Binse, Faden- (Juncus filiformis) - Familie: Juncaceae
- Binse, Flatter- (Juncus effusus) - Familie: Juncaceae
- Binse, Frosch- (Juncus ranarius) - Familie: Juncaceae
- Binse, Gämsen- (Juncus jacquinii) - Familie: Juncaceae
- Binse, Gewöhnliche Kröten- (Juncus bufonius) - Familie: Juncaceae
- Binse, Glieder- (Juncus articulatus) - Familie: Juncaceae
- Binse, Kleinste (Juncus minutulus) - Familie: Juncaceae
- Binse, Knäuel- (Juncus conglomeratus) - Familie: Juncaceae
- Binse, Kopf- (Juncus capitatus) - Familie: Juncaceae
- Binse, Kugelfrüchtige (Juncus sphaerocarpus) - Familie: Juncaceae
- Binse, Meerstrand- (Juncus maritimus) - Familie: Juncaceae
- Binse, Moor- (Juncus stygius) - Familie: Juncaceae
- Binse, Sand- (Juncus tenageia) - Familie: Juncaceae
- Binse, Schwarze (Juncus atratus) - Familie: Juncaceae
- Binse, Schwertblättrige (Juncus ensifolius) - Familie: Juncaceae
- Binse, Sparrige (Juncus squarrosus) - Familie: Juncaceae
- Binse, Spitzblütige (Juncus acutiflorus) - Familie: Juncaceae
- Binse, Stumpfblütige (Juncus subnodulosus) - Familie: Juncaceae
- Binse, Zarte (Juncus tenuis) - Familie: Juncaceae
- Binse, Zusammengedrückte (Juncus compressus) - Familie: Juncaceae
- Binse, Zweischneidige (Juncus anceps) - Familie: Juncaceae
- Binse, Zwerg- (Juncus pygmaeus) - Familie: Juncaceae
- Binse, Zwiebel- (Juncus bulbosus) - Familie: Juncaceae
- Birke, Bastard- (Betula x aurata (Betula pendula x B. pubescens)) - Familie: Betulaceae
- Birke, Hänge- (Betula pendula) - Familie: Betulaceae
- Birke, Moor- (Betula pubescens) - Familie: Betulaceae
- Birke, Strauch- (Betula humilis) - Familie: Betulaceae
- Birke, Zwerg- (Betula nana) - Familie: Betulaceae
- Birne, Kultur- (Pyrus communis) - Familie: Rosaceae
- Birngrün (Orthilia secunda) - Familie: Ericaceae
- Bitterkraut, Gewöhnliches (Picris hieracioides) - Familie: Asteraceae
- Bitterkraut, Natternkopf- (Picris echioides) - Familie: Asteraceae
- Bitterling, Durchwachsener (Blackstonia perfoliata) - Familie: Gentianaceae
- Bitterling, Später (Blackstonia acuminata) - Familie: Gentianaceae
- Blasenfarn, Alpen- (Cystopteris alpina) - Familie: Dryopteridaceae
- Blasenfarn, Berg- (Cystopteris montana) - Familie: Dryopteridaceae
- Blasenfarn, Runzelsporiger (Cystopteris dickieana) - Familie: Dryopteridaceae
- Blasenfarn, Sudeten- (Cystopteris sudetica) - Familie: Dryopteridaceae
- Blasenfarn, Zerbrechlicher (Cystopteris fragilis) - Familie: Dryopteridaceae
- Blasenkirsche, Wilde (Physalis alkekengi) - Familie: Solanaceae
- Blasenmiere (Lepyrodiclis holosteoides) - Familie: Caryophyllaceae
- Blasenstrauch (Colutea arborescens) - Familie: Fabaceae
- Blaugras, Eiköpfiges (Sesleria ovata) - Familie: Poaceae
- Blaugras, Kalk- (Sesleria albicans) - Familie:Poaceae
- Blaugras, Zweizeiliges (Oreochloa disticha) - Familie: Poaceae
- Blaustern, Schöner (Scilla amoena) - Familie: Asparagaceae
- Blaustern, Sibirischer (Scilla siberica) - Familie: Asparagaceae
- Blaustern, Zweiblättriger (Scilla bifolia) - Familie: Asparagaceae
- Blauweiderich, Ähriger (Pseudolysimachion spicatum) - Familie: Plantaginaceae
- Blauweiderich, Langblättriger (Pseudolysimachion longifolium) - Familie: Plantaginaceae
- Blauweiderich, Rispiger (Pseudolysimachion spurium) - Familie: Plantaginaceae
- Blumenbinse (Scheuchzeria palustris) - Familie: Scheuchzeriaceae
- Blutwurz (Potentilla erecta) - Familie: Rosaceae
- Bocksbart, Großer (Tragopogon dubius) - Familie: Asteraceae
- Bocksbart, Wiesen- (Tragopogon pratensis) - Familie: Asteraceae
- Bocksdorn (Lycium barbarum) - Familie: Solanaceae
- Borstenhirse, Fabers (Setaria faberi) - Familie: Poaceae
- Borstenhirse, Grüne (Setaria viridis) - Familie: Poaceae
- Borstenhirse, Quirlige (Setaria verticillata) - Familie: Poaceae
- Borstenhirse, Rote (Setaria pumila) - Familie: Poaceae
- Borstgras (Nardus stricta) - Familie: Poaceae
- Brachsenkraut, See- (Isoëtes lacustris) - Familie: Isoëtaceae
- Brachsenkraut, Stachelsporiges (Isoëtes echinospora) - Familie: Isoëtaceae
- Braunelle, Großblütige (Prunella grandiflora) - Familie: Lamiaceae
- Braunelle, Kleine (Prunella vulgaris) - Familie: Lamiaceae
- Braunelle, Weiße (Prunella laciniata) - Familie: Lamiaceae
- Braunwurz, Drüsige (Scrophularia scopolii) - Familie: Scrophulariaceae
- Braunwurz, Frühlings- (Scrophularia vernalis) - Familie: Scrophulariaceae
- Braunwurz, Geflügelte (Scrophularia umbrosa) - Familie: Scrophulariaceae
- Braunwurz, Hunds- (Scrophularia canina) - Familie:Scrophulariaceae
- Braunwurz, Knotige (Scrophularia nodosa) - Familie: Scrophulariaceae
- Braunwurz, Wasser- (Scrophularia auriculata) - Familie: Scrophulariaceae
- Breitsame, Strahlen- (Orlaya grandiflora) - Familie: Apiaceae
- Brenndolde, Silgenblättrige (Cnidium silaifolium) - Familie: Apiaceae
- Brenndolde, Sumpf- (Cnidium dubium) - Familie: Apiaceae
- Brennnessel, Große (Urtica dioica) - Familie: Urticaceae
- Brennnessel, Kleine (Urtica urens) - Familie: Urticaceae
- Brennnessel, Röhricht- (Urtica kioviensis) - Familie: Urticaceae
- Brillenschötchen (Biscutella laevigata) - Familie: Brassicaceae
- Brombeere, Echte (Artengruppe) (Rubus fruticosus agg.) - Familie: Rosaceae - Kleinarten-Liste Brombeeren
- Bruchkraut, Behaartes (Herniaria hirsuta) - Familie: Caryophyllaceae
- Bruchkraut, Kahles (Herniaria glabra) - Familie: Caryophyllaceae
- Brunnenkresse, Bastard- (Nasturtium x sterile (Nasturtium microphyllum x N. officinale)) - Familie: Brassicaceae
- Brunnenkresse, Echte (Nasturtium officinale) - Familie: Brassicaceae
- Brunnenkresse, Kleinblättrige (Nasturtium microphyllum) - Familie: Brassicaceae
- Buche, Rot- (Fagus sylvatica) - Familie: Fagaceae
- Buchenfarn (Phegopteris connectilis) - Familie: Thelypteridaceae
- Buchenspargel (Monotropa hypophegea) - Familie: Ericaceae
- Buchsbaum (Buxus sempervirens) - Familie: Buxaceae
- Büchsenkraut, Großes (Lindernia dubia) - Familie: Linderniaceae
- Büchsenkraut, Liegendes (Lindernia procumbens) - Familie: Linderniaceae
- Buchweizen, Echter (Fagopyrum esculentum) - Familie: Polygonaceae
- Buchweizen, Tatarischer (Fagopyrum tataricum) - Familie: Polygonaceae
- Bunge, Salz- (Samolus valerandi) - Familie: Primulaceae